# Jess Hong
Jess Hong, är en nyzeeländsk skådespelare.
Hong har bland annat medverkat i TV-serierna The Brokenwood Mysteries, Inked och The Three-Body Problem.

## Filmografi (i urval)
- 2021 – The Brokenwood Mysteries (TV-serie)
- 2021 – Inked (TV-serie)
- 2024 – The Three-Body Problem (TV-serie)